# Чесноков, Фёдор Маркелович
Фёдор Маркелович Чесноко́в (7 мая 1896, с. Пылково, Саратовская губерния — 25 мая 1938, Саранск) — эрзянский советский писатель, новеллист, драматург, литературовед. Один из основоположников мордовской литературы.

## Биография
Из крестьян. Окончил земскую школу, затем в 1912 году Кутьинское двухгодичное училище. С 16 учительствовал в начальной школе.
Участник Первой мировой и гражданской войн. В рядах Красной Армии сражался на Восточном фронте.
После войны все свои силы отдал делу просвещения родного народа, делу культурного строительства. С 1922 года Чесноков жил в Москве, здесь получил высшее образование: в 1924 окончил литературное отделение Института Красной профессуры, аспирантуру Коммунистического университета трудящихся Востока.
До 1932 года работал редактором мордовской секции Центрального издательства народов СССР, в редакции мордовской секции Учпедгиза.
В московский период жизни Ф. Чесноков в соавторстве с известными мордовскими учёными А. Рябовым, Т. Даниловым создал учебники для мордовских школ, занимался творческой деятельностью, а также активно сотрудничал в газете «Якстере теште» («Красная звезда»), с которой связаны его первые литературные шаги. С 1933 года — старший научный сотрудник сектора литературы НИИ мордовской культуры в Саранске.
В 1934 году был делегатом Первого Всесоюзного съезда советских писателей, где выступил с докладом о мордовской литературе.
В 1938 году был репрессирован и в этом же году расстрелян. После XX съезда КПСС посмертно реабилитирован.

## Творчество
Дебютировал в 1922 году, опубликовав первый рассказ «Сыре учитель» («Старый учитель»), повествующий о душевном состоянии сельского учителя в первые годы Советской власти. Вскоре были опубликованы сборники рассказов и очерков «Велесь явовсь» («Село раскололось», 1926), «Лия киява» («Другим путем», 1927), «Васень толт» («Первые огни», 1932), «Избранные рассказы» (1959), «Гул нового времени» (1974) и другие, в которых ярко проявился реалистический талант писателя.
Автор рассказов, очерков, путевых заметок, пьес, литературоведческих работ и др.
Героями его произведений являются представители трудового народа, а преобладающими темами — революция, Гражданская война, коллективизация, классовая борьбе в годы нэпа, утверждение Советской власти, борьба с религиозными пережитками, культурная революция.
Правдивость повествования достигается за счет используемых документальных материалов и тех событий, свидетелями которых был сам автор. Главное внимание он уделял проблеме формирования мировоззрения своих героев.
С именем Ф. Чеснокова связано зарождение и становление жанра драматургии в мордовской литературе. В 1924 году в Москве, в Центриздате, в соавторстве с Е. Окиным и Т. Васильевым вышел сборник «Эрзянь пьесат» («Эрзянские пьесы»), в который вошли пьесы «Кавто киява» («Два пути», пер. на рус. яз.), «А мон кедензэ палынь» («А я его руки целовал»), «Роки туво» («Хрюкающая свинья»), «Велув» («Совместно»), «Барщинань шкасто» («Во времена барщины»), «Калдоргауть ташто кайтнэ» («Расшатан старый быт», пер. на рус. яз.), посвященные изображению быта пореволюционной мордовской деревни.
Драматическое наследие писателя включает ряд революционно-агитационных, исторических, бытовых пьес, сатирических комедий.
В его драматических произведениях разрабатываются те проблемы и конфликты, которые в тот исторический период были насущными, острыми и злободневными. Важные социальные проблемы, острота конфликта, глубокий психологизм — характерные черты драматических произведений Чеснокова. Он известен также, как автор произведений для детей. Высокий художественный уровень присущ детским произведениям автора, вошедшим в сборник «Тетяка левкс» («Весь в папу», 1929), и в других сборниках.
Автор литературоведческих работ. Значительный вклад внес Чесноков и в развитие мордовской литературно-художественной критики. Творческой смелостью, объективностью и значительностью отличаются его статьи «Аволь ансяк кастано» («Не только растем», 1931), «Мокшэрзянь драматургиядонть» («О мордовской драматургии», 1934), «Эрзянь фольклордонть» («Об эрзянском фольклоре», 1934).
Ф. Чесноков был одним из организаторов языковой конференции 1933 года по вопросам орфографии, синтаксиса и терминологии мордовских языков, проходившей в Саранске.
Произведения Чеснокова вошли в учебники и хрестоматии для национальных школ республики.